# Puerto Bermejo
Puerto Bermejo är en ort i Argentina.   Den ligger i provinsen Chaco, i den nordöstra delen av landet, 900 km norr om huvudstaden Buenos Aires. Puerto Bermejo ligger 55 meter över havet och antalet invånare är 1 832.
Terrängen runt Puerto Bermejo är mycket platt. Trakten är glest befolkad. Närmaste större samhälle är General Vedia, 15,3 km väster om Puerto Bermejo.